# Bleaker Island
Bleaker Island (spanisch Isla María) ist eine Insel der Falklandinseln im Südatlantik. Bleaker Island befindet sich südöstlich von Ostfalkland. Der Name ist eine Verballhornung von der vorherigen Bezeichnung „Breaker Island“ (Brecher Insel), da die Wellen an der Insel brechen.

## Geographie
Bleaker Island ist eine lange schmale Insel etwa 2070 ha groß, 19 km lang und 2,5 km breit. Der längste und schönste Strand ist der 2 km lange Sandy Bay. Die Küsten sind von kleinen Klippen und verschiedenen Strandarten geprägt.

## Flora und Fauna
Die Nordhälfte der Insel ist ein offiziell ausgezeichnetes Naturreservat. Bleaker Island bietet vielen Tierarten einen geschützten Lebensraum. 49 Vogelarten wurden bisher katalogisiert, von denen 37 auf der Insel brüten, darunter auch Magellan- und Esels-Pinguine. Des Weiteren findet man auch viele Blauaugenscharben und Felsenpinguine.
Es wurden auch insgesamt 79 Pflanzenarten erfasst, unter anderem Cypripedioideae und weitere Orchideen und Tussock.